# Зельмсдорф
Зельмсдорф (нім. Selmsdorf) — громада в Німеччині, розташована в землі Мекленбург-Передня Померанія. Входить до складу району Північно-Західний Мекленбург. Складова частина об'єднання громад Шенбергер-Ланд.
Площа — 36,13 км2. Населення становить 3213 ос. (станом на 31 грудня 2020).

## Галерея

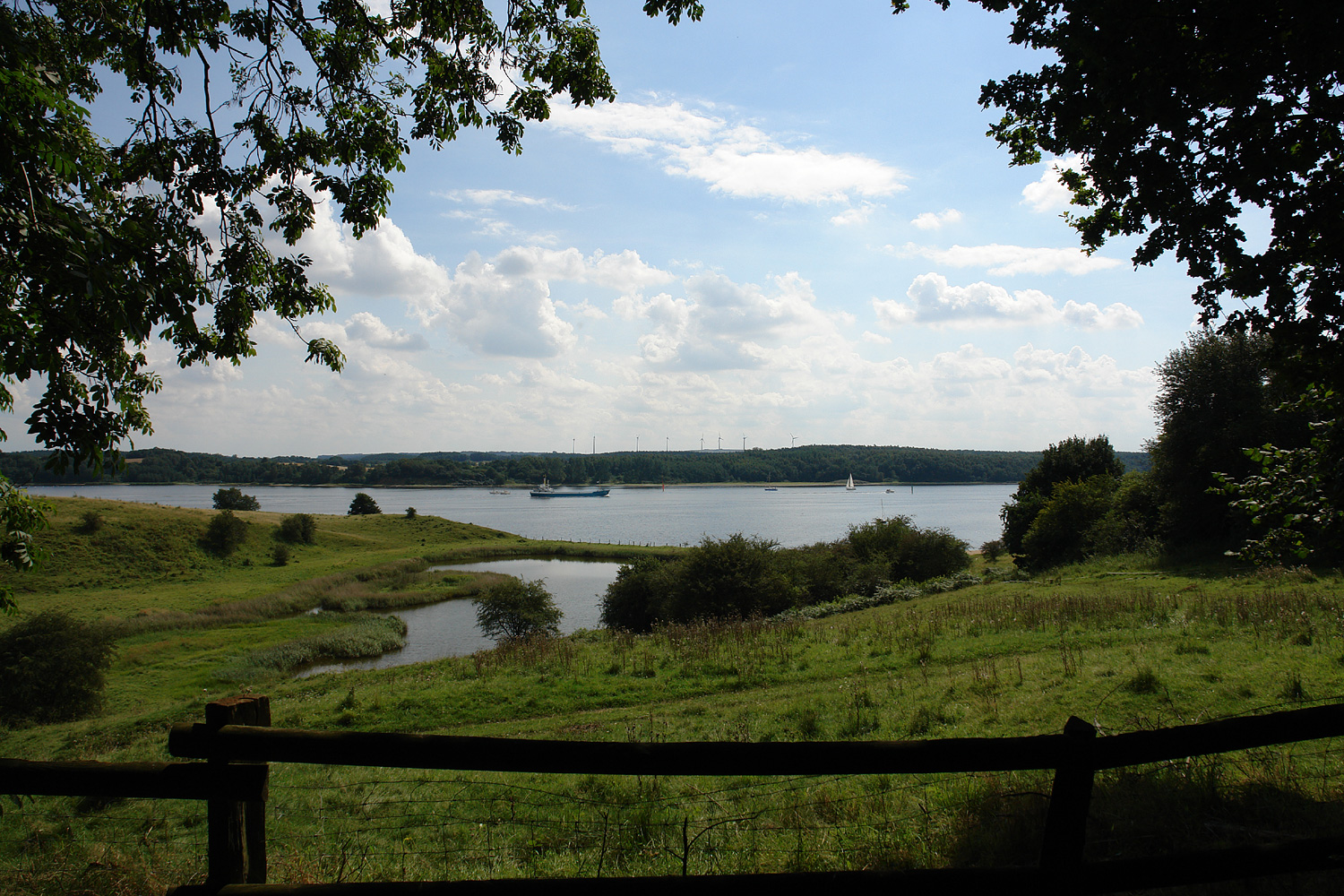
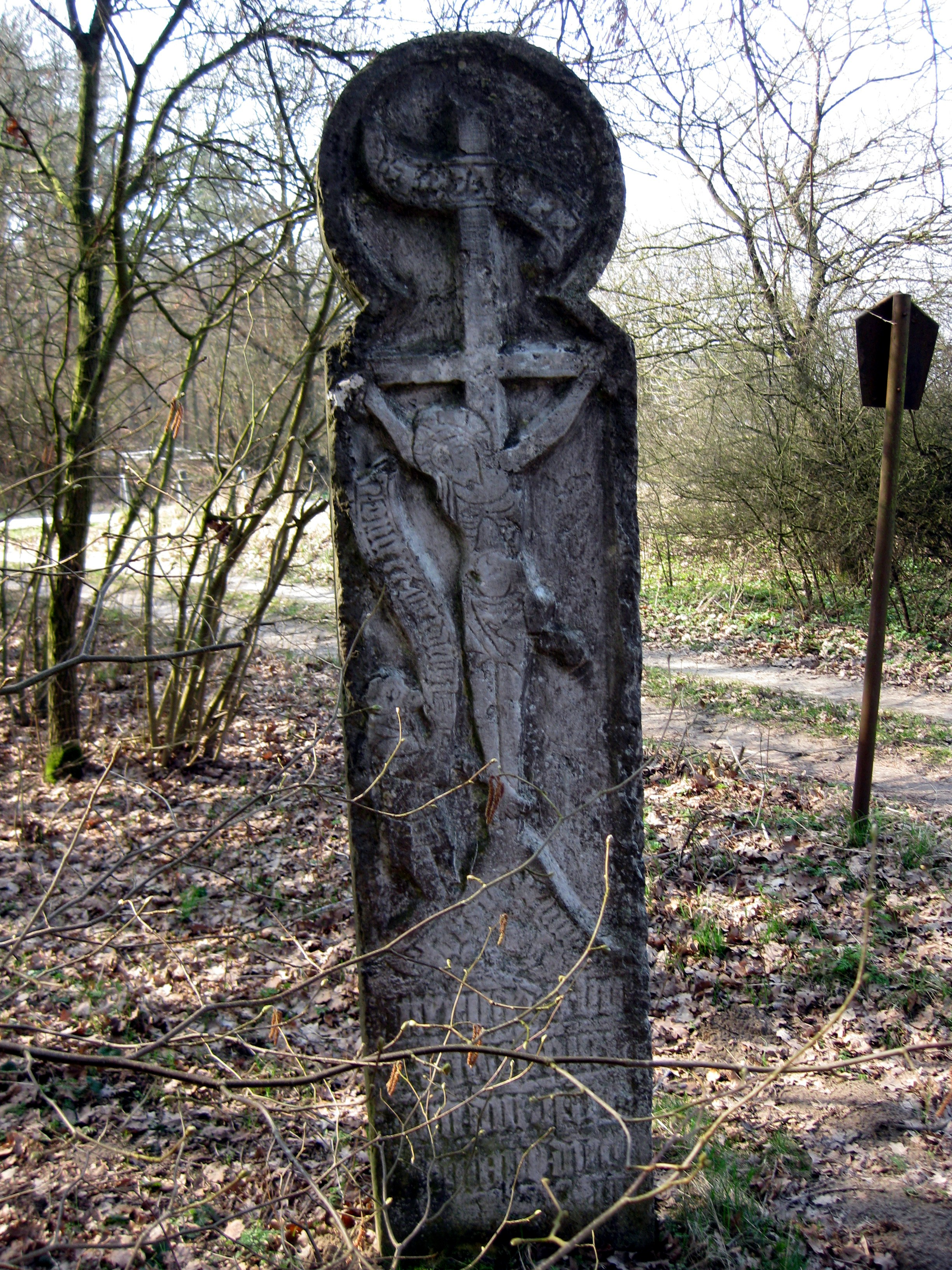
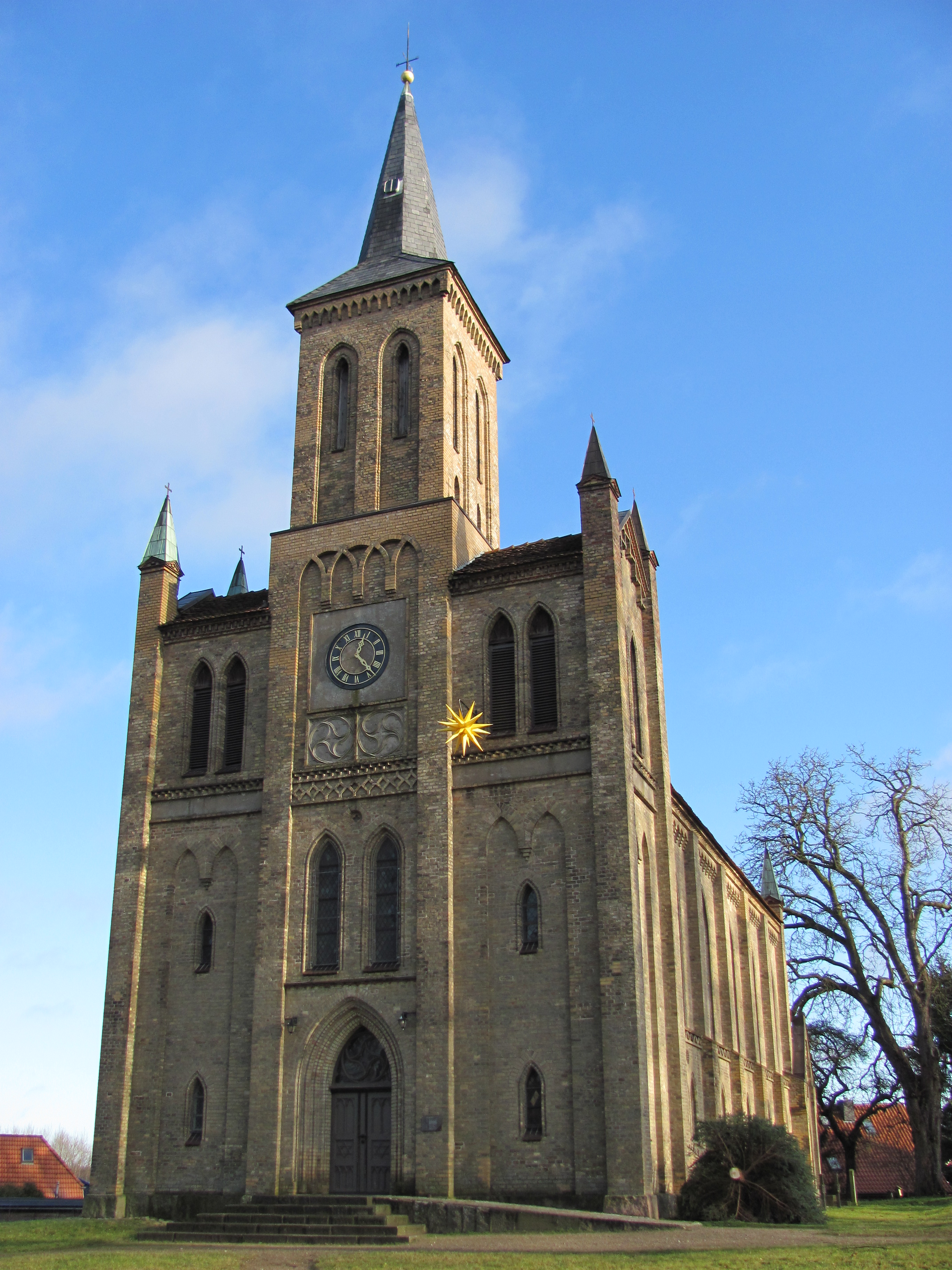
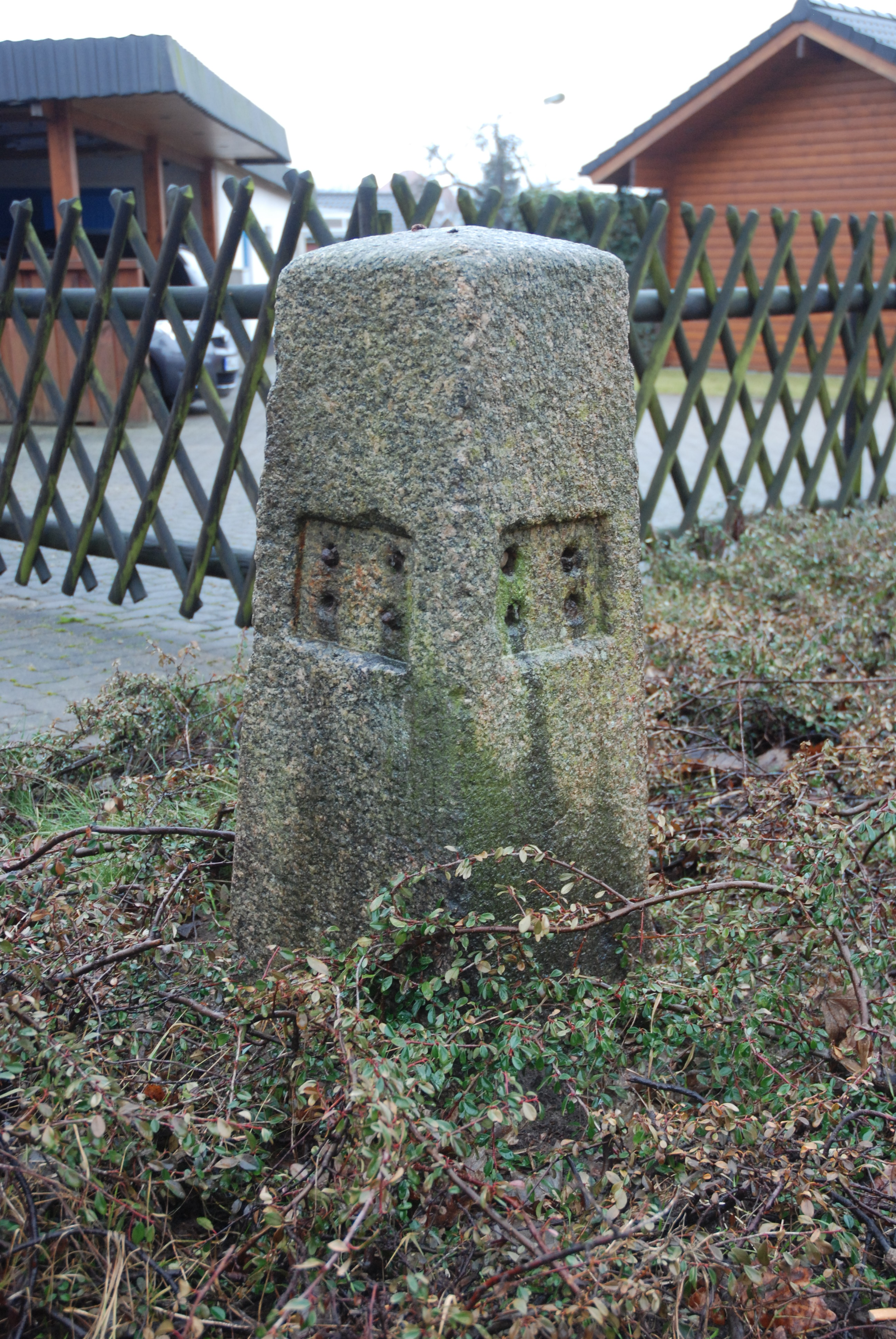